# Laurence Elloy
Laurence Elloy (* 3. Dezember 1959 in Rouen) ist eine ehemalige französische Hürdenläuferin, die sich auf die 100-Meter-Distanz spezialisiert hat. Auch ihre Mutter Colette Elloy und ihr Vater Georges Elloy waren als Leichtathleten aktiv.

## Sportliche Laufbahn
Erste internationale Erfahrungen sammelte Laurence Elloy vermutlich im Jahr 1977, als sie bei den Junioreneuropameisterschaften in Donezk in 13,85 s den vierten Platz über 100 m Hürden belegte. Im Jahr darauf schied sie bei den Europameisterschaften in Prag mit 14,07 s in der ersten Runde aus und 1979 siegte sie in 13,87 s bei den Mittelmeerspielen in Split. Im Jahr darauf nahm sie erstmals an den Olympischen Sommerspielen in Moskau teil und schied dort mit 13,33 s im Halbfinale aus. 1981 kam sie bei den Halleneuropameisterschaften in Grenoble über 50 m Hürden nicht ins Ziel und belegte im Sommer bei der Sommer-Universiade in Bukarest in 13,54 s den siebten Platz. Im Jahr darauf schied sie bei den Europameisterschaften in Athen mit 13,07 s in der ersten Runde aus und 1983 schied sie bei den erstmals ausgetragenen Weltmeisterschaften in Helsinki mit 13,08 s im Semifinale aus. 1984 nahm sie erneut an den Olympischen Sommerspielen in Los Angeles teil und kam dort mit 13,98 s nicht über die Vorrunde hinaus. 1985 gewann sie bei den Hallenweltspielen in Paris in 8,08 s die Silbermedaille im 60-Meter-Hürdenlauf hinter der Ungarin Xénia Siska, ehe sie bei den Halleneuropameisterschaften in Piräus in 8,09 s den vierten Platz belegte. Im Jahr darauf belegte sie bei den Halleneuropameisterschaften in Madrid in 7,94 s den fünften Platz über 60 m Hürden und im Juli gelangte sie bei den Goodwill Games in Moskau mit 12,75 s auf den vierten Platz über 100 m Hürden. Anschließend klassierte sie sich bei den Europameisterschaften in Stuttgart mit 12,93 s auf dem sechsten Platz. 1987 wurde sie bei den Weltmeisterschaften in Rom in 12,83 s Sechste im Finallauf und im Jahr darauf belegte sie bei den Halleneuropameisterschaften in Budapest in 7,95 s den fünften Platz über 60 m Hürden. Im selben Jahr beendete sie dann ihre aktive sportliche Karriere im Alter von 29 Jahren.
In den Jahren 1979 und 1982 sowie von 1984 bis 1986 wurde Elloy französische Meisterin im 100-Meter-Hürdenlauf sowie 1984 und 1988 Hallenmeisterin über 60 m Hürden.

## Persönliche Bestleistungen
- 100 m Hürden: 12,69 s (+0,2 m/s), 8. Juli 1986 in Moskau
  - 60 m Hürden (Halle): 7,86 s, 22. Februar 1986 in Madrid